# Поллард, Майкл Джей
Майкл Джей Поллард (англ. Michael J. Pollard; 30 мая 1939, Нью-Джерси — 20 ноября 2019, Лос-Анджелес) — американский актёр. Наиболее известен по роли К. У. Мосса в криминальной драме «Бонни и Клайд», за которую был номинирован на премию «Оскар».

## Ранние годы
Родился в 1939 году в городке Пассейик (Нью-Джерси). Родители будущего актёра, Майкл Джон Поллак и Соня Дубанович, поляки по происхождению. Своё профессиональное обучение он проходил в актёрской студии в Нью-Йорке.

## Карьера
Поллард дебютировал на экране в 1959 году, сыграв эпизодическую роль в телесериале «Альфред Хичкок представляет» (6-я серия 5-го сезона «Подарок на годовщину»). Также он изобразил Гомера МакКоули в телевизионной адаптации романа Уильяма Сарояна «Человеческая комедия». В полнометражном кино Майкл впервые появился в 1962 году, когда сыграл в фильме Мартина Ритта «Приключения молодого человека», где его партнёрами были Ричард Беймер, Дайан Бэйкер и Коринн Кальве.
Роль в фильме «Бонни и Клайд», снятом Артуром Пенном, впоследствии обретшим статус культового, принесла Полларду всемирную известность, номинации на «Оскар» и «Золотой глобус» за лучшую мужскую роль второго плана и премию BAFTA самому многообещающему новичку. В тот же год он отметился интересной работой в комедии Карла Райнера «Выход со смехом».
В 1972 году актёр сыграл главную роль Билли Кида в вестерне Стэна Дрэготи «Маленький грязный Билли». В 1980 году на экраны вышел основанный на реальных событиях фильм Джонатана Демми «Мелвин и Говард». Дважды Поллард снялся у Андрея Кончаловского — «Танго и Кэш» и «Одиссея».
Со временем Поллард стал играть всё более однообразные роли, начинающие надоедать и зрителям, и самому актёру. В 2000-е годы его профессиональная активность снижается.

## Личная жизнь
С 1961 по 1969 годы был женат на актрисе Бет Хоуланд. В этом браке у супругов родилась дочь Холли.
Умер 20 ноября 2019 года от сердечного приступа в Лос-Анджелесе, штат Калифорния в возрасте 80 лет.

## Избранная фильмография
| Год  |   | Русское название                      | Оригинальное название                             | Роль                                    |
| ---- | - | ------------------------------------- | ------------------------------------------------- | --------------------------------------- |
| 1959 | с | Альфред Хичкок представляет           | Alfred Hitchcock Presents                         | Хензел Эйдельпфайфер / чистильщик обуви |
| 1966 | ф | Русские идут! Русские идут!           | The Russians Are Coming! The Russians Are Coming! | Стэнли                                  |
| 1966 | ф | Дикие ангелы                          | The Wild Angels                                   | Пигми                                   |
| 1967 | ф | Бонни и Клайд                         | Bonnie and Clyde                                  | К. У. Мосс                              |
| 1971 | ф | Нефтедобытчицы                        | Les Pétroleuses                                   | шериф                                   |
| 1975 | ф | Четыре всадника Апокалипсиса          | Four of the Apocalypse                            | Клем                                    |
| 1987 | ф | Роксана                               | Roxanne                                           | Энди                                    |
| 1987 | ф | Американская готика                   | American Gothic                                   | Вуди                                    |
| 1988 | ф | Новая рождественская сказка           | Scrooged                                          | Герман                                  |
| 1989 | ф | Спящий лагерь 3: Безлюдная территория | Sleepaway Camp 3: Teenage Wasteland               | Герман Миранда                          |
| 1989 | ф | Ближайший родственник                 | Next of Kin                                       | Харольд                                 |
| 1989 | ф | Танго и Кэш                           | Tango & Cash                                      | Оуэн                                    |
| 1990 | ф | Почему я?                             | Why Me?                                           | Ральф                                   |
| 1990 | ф | Ангел тьмы                            | Dark Angel                                        | Бонер                                   |
| 1990 | ф | Дик Трейси                            | Dick Tracy                                        | Баг Бейли                               |
| 1991 | ф | Моторама                              | Motorama                                          | Лу                                      |
| 1992 | ф | Считанные секунды                     | Split Second                                      | крысолов                                |
| 1993 | ф | Аризонская мечта                      | Arizona Dream                                     | Фабиан                                  |
| 1993 | ф | Москит                                | Skeeter                                           | Хоппер                                  |
| 1996 | ф | Время бешеных псов                    | Mad Dog Time                                      | Ред                                     |
| 1997 | с | Одиссея                               | The Odyssey                                       | Эол                                     |
| 1998 | ф | Продавцы Венеры                       | Merchants of Venus                                | сенатор                                 |
| 2003 | ф | Дом 1000 трупов                       | House of 1000 Corpses                             | Стаки                                   |